# Жан-Батіст-Рене Робіне
Жан-Батіст-Рене Робіне (фр. Jean-Baptiste-René Robinet, 23 червня 1735, Ренн — 24 березня 1820, Ренн) — французький філософ. Основний його твір «Про природу».

## Життєпис
Народився у Ренні, столиці Бретані в аристократичній родині. Його батько був парламентським типографом. Жан-Батіст навчався в єзуїтському колежі. Після його закінчення вирішив продовжити навчання в Амстердамі, куди переїхав у 1760 році. Водночас пише трактат «Про природу», який став основною філософською працею Робіне. У 1763 році він випускає другий том трактату. Вихід у 1768 році твору «Філософські роздуми стосовно природної градації життя» Робіне доповнює його трактат «Про природу». Ця праця принесла Робіне відомість, він затоваришував з енциклопедистами, вів листування з Дідро, Дешаном.
Незабаром він поступає на службу до амстердамського видавця (між іншими й видавця трактату Робіне) Ван Гарревельту. У 1764 році Робіне перекупив усі таємні листи Вольтера та продав їх Ван Гарревельту, який видав їх під назвою «Таємні листи Вольтера, опубліковані М. Л. Б.» Ця публікація посварила Вольтера та Робіне. У 1769 році Жан Робіне залишає Голландію та переїздить до м. Буйон у Франції. тут він займається літературними перекладами. Протягом 1769—1779 Робіне разом з Кастильоном видають «Філософські та літературні збірки». Крім цього, Жан Робіне у 1770 році випускає чотири томи коментарів до словника Бейля, а у 1776—1777 роках друкує 5 томів доповнень до енциклопедії Дідро. У 1773—1783 роках разом з групою інших літераторів публікує багатотомний «Універсальний словник моральних, політичних, економічних та дипломатичних знань».
Наукова та літературна діяльність не принесла Робіне матеріальних статків. Тому у 1778 році він поступає на службу — спочатку королівським цензором, потім секретарем одного з міністрів короля Людовика XVI. З початком Французької революції у 1789 році Робіне переїздить до рідного міста Ренн, де пропагує революційні ідеї. У 1792 році Робіне перекладає з англійської «Універсальну історію від заснування світу до сьогодні». У 1814 році Робіне випускає останній свій твір «Про чесноти».
Помер Жан Робіне у Ренні 24 березня 1820 року.

## Філософія
За своєю філософською коонцепцією Робіне був натурфілософом. Його основна теза — всеживотворність матерії. Так навіть називається один з томів його праці.
Він сформулював такі закони:
- рівності добра та зла (на його думку існує їхня рівновага);
- безперервності;
- єдності дії у природі.

Філософ наполягав, що моральність вчинків можна оцінити завдяки моральному інстинкту, який не має жодного відношення до розуму. Моральний інстинкт діє зсередини людини, він є внутрішнім відчуттям. Робіне вважав, що дії морального почуття так само автоматичні, інстинктивні, як і дії звичайних органів відчуття — зору, слуху. Звідси висновок, що моральне почуття є лише одним з почуттів поряд з іншими п'ятьма. Робіне вважав, що моральний інстинкт незнищений, хоча у порочному суспільстві може бути викривленим та спотвореним. Голос морального інстинкту універсальний та незмінний.
Методи наукового дослідження Робіне:
- наведення фактів, підтверджених на основі власних експериментів;
- аналогія (аналогія між людиною й рослиною, небесним тілом та морською твариною та ін.);
- приведення до мінмуму властивостей (приведення чогось до настільки загальних неспецифічних моментів, які потім без вагань можна поширити на усю природу);
- висновки, зроблені за допомогою методу гіпотез. Гіпотезі Робіне надава велике значення, оскільки йому доволі часто не вистачало перевіреного фактичного матеріалу для розв'язання поставлених проблем.